# Parafia Wniebowzięcia Najświętszej Maryi Panny w Mściszewicach
Parafia Wniebowzięcia Najświętszej Maryi Panny w Mściszewicach – rzymskokatolicka parafia w Mściszewicach. Należy do dekanatu stężyckiego diecezji pelplińskiej. 
Parafia obchodzi również odpust Nawiedzenia Najświętszej Maryi Panny. Jej proboszczem jest ks. Marek Labudda.